# 환경산업
환경산업(環境産業)은 오염물질 배출을 감소시키거나 막는 것을 목적으로 하는 산업부문이다. 환경산업은 1970년대에 미국, 유럽 등 선진국에서 등장하기 시작한 신종산업부문으로서 아직 그 정의나 범위가 명확하게 규정되어 있지 않은 상태이다.  대체로 환경산업의 유형은 생산물에 따라 크게 환경오염방지대책형, 환경보전형, 환경정보형, 환경창조-유지관리형으로 나눌 수 있다. 환경오염방지대책형은 환경관련 설비와 관련 서비스를 제공하는 산업으로 환경오염방지시설, 환경오염을 적게 일으키는 자동차, 환경오염 물질 측정기기 산업 등이 이에 속한다. 환경보전형은 환경에 피해가 적은 기술과 에너지기술, 그리고 상품을 제공하는 산업으로, 환경오염을 적게 일으키는 세제 같은 환경마크 제품, 폐기물 재활용기법, 자원과 에너지 절약 시스템 등이 그 예이다.  환경정보형은 환경문제를 조사하고 해결하려는 환경 정보와 관련된 정보 산업이다. 환경창조-유지관리형은 소득수준 향상과 함께 삶의 질을 추구하는 환경개선사업이다.